# .mo
.mo là tên miền quốc gia cấp cao nhất (ccTLD) của Ma Cao. Chữ "o" trong tên miền chỉ đến cách đánh vần khác của đặc khu hành chính của Trung Quốc - Macao.
Tuy nhiên, tên cấp 2 chỉ dành cho những người đăng ký đã đăng ký cùng tên đó ở cấp 2.
.com.mo - cơ quan thương mại
.edu.mo - cơ quan giáo dục
.gov.mo - chính phủ
.net.mo - nhà cung cấp dịch vụ mạng
.org.mo - tổ chức phi lợi nhuận
Một số trang sử dụng phần mở rộng này
- Transportas Companhia de Macau
- Transmac